# Jan Bogdan Tarnowski
Jan Bogdan hr. Tarnowski z Tarnowa h. Leliwa (20. srpna 1805 Horochiv – 28. ledna 1850 Sulejów) byl rakouský politik polské národnosti z Haliče, během revolučního roku 1848 poslanec Říšského sněmu.

## Život
Vystudoval střední školu v Kremenci. V letech 1823–1825 studoval v Paříži architekturu. Zúčastnil se listopadového povstání, jeho majetek ve Volyni, zděděný po matce, byl ruskými úřady zabaven, a proto v roce 1831 emigroval do Haliče.
V letech 1842–1850 byl majitelem panství v Dzikowě (panství zahrnovalo město Tarnobřeh a řadu vesnic: Dęba, Dzików, Furmany, Grabiny, Miechocin, Przyszów, Sielec, Tarnowska Góra, Trześń, Wielowieś, Zakrzów, Żupawa).
V listopadu 1829 se oženil s Gabrielou Małachowskou (1800–1862). Z devíti potomků páru se pět dožilo dospělosti:
- Waleria (8. 8. 1830 Końskie – 1. 10. 1914 Veľké Zálužie), manž. 1855 Franciszek Mycielski (14. 3. 1832 Chociszewo – 2. 3. 1901 Wiśniowa)[4]
- Karolina (15. 2. 1832 Dzików – 27. 3. 1888 Chorzelów), manž. 1853 Jan Józef Tarnowski (6. 12. 1826 Chorzelów – 11. 4. 1898 Chorzelów)[5]
- Jan Dzierżysław Tarnowski (11. 1. 1835 Horochiv – 11. 5. 1894 Dzików), manž. 1861 Zofia Zamoyska (30. 10. 1839 Krakov – 30. 12. 1930 Dzików)[6]
- Stanisław (7. 11. 1837 Dzików – 31. 12. 1917 Krakov), manž. 1874 Róża Branicka (3. 8. 1854 Varšava – 23. 2. 1942 Rudnik nad Sanem)[7]
- Juliusz Stefan Józef Tarnowski (6. 12. 1840 Dzików – 20. 6. 1863 Komorów), padl během lednového povstání, svobodný a bezdětný[8]

### Politické působení
Během revolučního roku 1848 se opět zapojil do politického dění. Ve volbách roku 1848 byl zvolen, jako poslanec za volební obvod Rozwadow v Haliči, do rakouského ústavodárného Říšského sněmu. V záznamech Říšského sněmu je uveden jako statkář. Patřil ke sněmovní levici. Kvůli neznalosti německého jazyka v parlamentu nemluvil.